# Dixa inextricata
Dixa inextricata är en tvåvingeart som beskrevs av Dyar och Shannon 1924. Dixa inextricata ingår i släktet Dixa och familjen u-myggor. Inga underarter finns listade i Catalogue of Life.